# Drânceni (gmina)
Drânceni – gmina w Rumunii, w okręgu Vaslui. Obejmuje miejscowości Albița, Băile Drânceni, Drânceni, Ghermănești, Râșești i Șopârleni. W 2011 roku liczyła 3973 mieszkańców.